# Hlebine
Hlebine è un comune della Croazia di 1 470 abitanti della regione di Koprivnica e Križevci.
Hlebine è famosa anche per essere il luogo di origine della Scuola di Hlebine, gruppo di pittori naïf, tra cui Ivan Generalić.